# Zelandotipula trina
Zelandotipula trina är en tvåvingeart som först beskrevs av Christian Rudolph Wilhelm Wiedemann 1824.  Zelandotipula trina ingår i släktet Zelandotipula och familjen storharkrankar. Inga underarter finns listade i Catalogue of Life.